# The Charlatan
The Charlatan est un film américain partiellement parlant réalisé par George Melford, sorti en 1929. C'est une adaptation d'une pièce qui avait été présentée à Broadway en 1922.

## Synopsis
Peter Dwight, un clown de cirque, est abandonné par sa femme Florence, qui s'enfuit avec le riche Richard Talbot, emmenant avec elle leur petite fille. Quinze ans plus tard, Florence vit dans le luxe et donne des fêtes. Travaillant désormais comme un faux voyant hindou nommé « Professeur Merlin », Dwight la retrouve alors qu'elle envisage de quitter Talbot pour un autre homme. Le soir de l'évasion, Dwight, maquillé en fakir hindou, participe à une soirée mondaine au manoir de Florence et expose ses « infidélités » dans sa boule de cristal. Florence est alors placée dans un cabinet « magique » où elle est censée disparaître et réapparaître, mais au lieu de cela, elle est retrouvée morte à l'intérieur. Un invité, un médecin, découvre qu'elle a été piquée avec une aiguille empoisonnée, et un autre invité, le procureur local, accuse et tente d'arrêter Dwight.

## Fiche technique
- Réalisation : George Melford
- Scénario : J. G. Hawks, Tom Reed, d'après The Charlatan d' Ernest Pascal et Leonard Praskins
- Photographie : George Robinson
- Montage : Robert Jahns, Maurice Pivar[2]
- Genre : Mélodrame
- Type : Noir & Blanc, film partiellement sonore
- Production : Universal Pictures
- Distributeur : Universal Pictures
- Durée : 62 minutes
- Date de sortie : 7 avril 1929

## Distribution
- Holmes Herbert : Conte Merlin
- Margaret Livingston : Florence
- Rockliffe Fellowes : Richard Talbot
- Philo McCullough : Dr. Paynter
- Anita Garvin : Mrs. Paynter
- Crauford Kent : Frank Deering
- Frank Mackaye : Jerry Starke
- Dorothy Gould : Ann Talbot
- Rose Tapley : Mrs. Deering